# Philippe de Croÿ (général)
Pour les articles homonymes, voir Philippe de Croÿ et Croy (homonymie).
Philippe-François-Reinald-Victurnien prince de Croÿ (né le 26 novembre 1801 à Vienne et mort le 2 août 1871 à Bad Ems) est un lieutenant général prussien.

## Biographie

### Origine
Philippe de Croÿ est issu de l'ancienne famille noble de Croÿ, originaire du comté de Ponthieu, qui est documentée pour la première fois au XIIe siècle. Il est le fils du grand d'Espagne et prince impérial Auguste duc de Croÿ, (1765-1822) de la branche de Solre et d'Anne Victurienne Henriette de Rochechouart-Montemart (1773-1806). Le duc Alfred de Croÿ (1789-1861) et le général de division néerlandais Ferdinand de Croÿ (1791-1865) sont ses frères.

### Carrière
Croÿ sert d'abord comme lieutenant dans l'armée néerlandaise en 1819, jusqu'à ce qu'il rejoigne l'armée prussienne en 1826 et soit affecté au régiment de cavalerie de la Garde de Landwehr en tant que sous-lieutenant avec un brevet de 1819. En 1829, il est promu premier lieutenant, en 1832, il est agrégé au 5e régiment d'uhlans (de), passe au grade de Rittmeister en 1833 et reçoit sa promotion au grade de major en 1842, tout en étant agrégé au 8e régiment de hussards (de). En mars 1845, il devient chef d'escadron dans le 1er régiment de dragons de la Garde, où il est officier d'état-major régulier à partir de novembre de la même année. En octobre 1848, le roi Frédéric-Guillaume IV le nomme son aide de camp d'escadre. Croÿ devient lieutenant-colonel en 1849, devient commandant du 4e régiment de hussards (de) et est promu colonel en 1851. Toujours en 1851, il devient commandant du 2e régiment d'uhlans de la Garde et en 1853 commandant de la 13e brigade de cavalerie. Il est promu général de division en 1854. Il est relevé de ses fonctions de commandant de brigade en 1857, tout en étant nommé général à la suite. Croÿ passe ensuite aux officiers à la suite de l'armée en 1858 avec le caractère de lieutenant général et son ancien uniforme. En 1861, il reçoit l'ordre de l'Aigle rouge, 1re classe, et en 1868 le brevet de lieutenant général.
En 1856, il est député du parlement provincial de Westphalie (de) en tant que représentant de son frère Alfred.

### Famille
En 1824, il se marie avec la princesse Johanna Wilhelmina de Salm-Salm (1796-1868), fille du prince Constantin de Salm-Salm (de) (1762-1828) et de la comtesse Maria Walburga von Sternberg-Manderscheid (1770-1806). Huit enfants sont nés de ce mariage :
- Luise Johanne (Jeanne) Auguste (1825-1890) mariée avec le comte Konstantin von Benckendorff (1816–1858), général russe
- Léopold (1827-1894), conseiller privé et général de cavalerie, colonel du 94e régiment d'infanterie, chevalier de l'ordre de la Toison d'or, mariée avec :
  - Beatrix comtesse Nugent de Westmeath (1818-1880), fille de Laval Nugent de Westmeath (1777-1862)
  - Rosa Karoline Leopoldine von Sternberg (1836-1918)

- Alexander Gustav (1828-1887), Rittmeister prussien du 8e régiment de hussards ⚭ Elisabeth Maria von Westphalen zu Fürstenberg (1834–1910), fille de Clemens August von Westphalen zu Fürstenberg (de) (1805–1885)
- Stéphanie (1831-1906)
- Amalia (1835-1897)
- Marie (1837-1915) mariée en 1859 avec le prince Karl von Lichnowsky (de) (1819-1901)
- August-Philipp (1840-1913), lieutenant-général prussien marié avec la princesse Adelheid Franziska zu Salm-Salm (1840-1916)